# Aeroportul Rigolet
Aeroportul Rigolet (IATA: YRG) este un aeroport din Rigolet⁠(d), Nunatsiavut⁠(d), Newfoundland și Labrador, Canada.
Situat la o altitudine de 57 m, aeroportul dispune de o singură pistă. Este operat de government of Newfoundland and Labrador⁠(d).